# Croquet en los Juegos Olímpicos de París 1900 - Individual, 1 bola
La prueba individual, 1 bola, fue una de los tres eventos de cróquet disputados en los juegos olímpicos de París, en 1900. Tuvo lugar el 28 de junio, y compitieron 09 deportistas provenientes de Francia. La competencia se desarrolló con una disputa en primera ronda entre todos los participantes, clasificando a segunda ronda los cuatro mejores. En segunda ronda clasificaron los dos mejores a la final, y el tercero de esa ronda fue reconocido por el Comité Olímpico Internacional, con la medalla de bronce.

## Resultado

### Primera Ronda
| Ubicación | Atleta                      | Puntaje    |
| --------- | --------------------------- | ---------- |
| 1         | Chrétien Waydelich (FRA)    | 11         |
| 2         | Georges Johin (FRA)         | 13         |
| 3         | Al. Blachère (FRA)          | 17         |
| 4         | Gaston Aumoitte (FRA)       | 18         |
| 5         | Mme. Després (FRA)          | 24         |
| -         | Jeanne Filleaul Brohy (FRA) | No terminó |
| -         | Marcel Haentjens (FRA)      | No terminó |
| -         | Marie Ohnier (FRA)          | No terminó |
| -         | Jacques Sautereau (FRA)     | No terminó |

### Segunda Ronda
| Ubicación | Atleta                   | Puntaje |
| --------- | ------------------------ | ------- |
| 1         | Georges Johin (FRA)      | 16      |
| 2         | Gaston Aumoitte (FRA)    | 18      |
| 3         | Chrétien Waydelich (FRA) | 20      |
| 4         | Al. Blachère (FRA)       | 22      |

### Final
| Ubicación | Atleta                | Distancia |
| --------- | --------------------- | --------- |
| 1         | Gaston Aumoitte (FRA) | 15        |
| 2         | Georges Johin (FRA)   | 21        |